# Märket
Märket és un illot rocós deshabitat d'unes 3,3 hectàrees (0,03 km²) situat a la mar Bàltica de sobirania dividida entre Suècia i Finlàndia (dins la regió autònoma de les Illes Åland). Actualment la seva principal característica és el sinuós traçat fronterer per deixar el far constuït el 1885 sota sobirania finlandesa.
La part finlandesa de l'illa forma part del municipi de Hammarland, regió autònoma d'Åland, i és el punt terrestre més occidental de Finlàndia. La part sueca de l'illa està dividida entre el comtat d'Uppsala (municipi d'Östhammar) i el comtat d'Estocolm (municipi de Norrtälje).

## Geologia
Les roques de Märket estan compostes de diabases, roques subvolcàniques, amb una edat d'uns 1.265 milions d'anys que emergeixen prop de l'illa per formar petits esculls i penyals. Degut al rebot isostàtic que colpeja tota la península Escandinava des del final de l'últim període glacial fa aproximadament 10.000 anys, l'escorça terrestre s'eleva, la qual cosa permet que certes illes emergeixin guanyant superfície. Això ha provocat que Märket hagi augmentat la seva mida des dels primers mesuraments efectuats l'any 1810. Així l'illa s'ha allargat més de 80 metres i s'ha eixamplat uns 30 metres en menys de dos segles, i l'elevació del terreny segueix a raó de 5,5 mil·límetres per any en relació amb el nivell mitjà del mar.

## Geografia

### Localització
Es tracta d'una illa europea situada a Fennoscàndia (mar Bàltica), a l'entrada del golf de Bòtnia que es troba al nord de l'illa. Està situada a mig camí entre les illes que voregen el comtat suec d'Upsala i d'Estocolm a l'oest, i l'arxipèlag finès de les illes Åland a l'est, del qual en forma part des del punt de vista geogràfic. El tros de terra més proper és l'escull suec de Märketshällor, un altre illot rocós d'uns 100 metres de longitud, situat a uns 1.100 metres cap al nord-oest. A l'est, i a una distància de 23 km, hi ha la gran illa de Fasta Åland, i a una mica més la costa sueca, mentre que la distància entre la Finlàndia continental i l'illa de Märket és de 130 km.

### Topografia
No obstant això, Märket només té una superfície plana fiable, i les roques són esmolades i hi ha nombroses falles. A la costa nord hi ha els dos únics ports naturals de l'illa dotats cadascun d'una anella per atracar-hi els vaixells de passatgers i d'abituallament al far. Hi ha una profunditat de 10 m a uns 20 metres de distància de l'illa, i 76 m de profunditat a uns 400 metres de distància cap al nord des de la punta septentrional de l'illa. En canvi, les costes sud, est i oest estan banyades per aigües poc profundes fins a una distància d'uns centenars de metres. El llindar dels 10 m de profunditat no s'assoleix fins als 200 metres de la costa sud, fins als 300 metres de la costa est i fins als 500 metres de la costa oest. Alguns illots envolten l'illa principal, sent el més important un que té 20 m de longitud i 10 m d'amplada, i que està situat a l'extrem occidental dels esculls.

### Climatologia
Märket està sotmesa a un clima continental (classificació de Köppen) suavitzat per les influències oceàniques d'un clima atlàntic, sent un dels llocs més ventosos de Finlàndia. El 1896, els responsables del far van començar a gestionar una estació meteorològica, que el 10 de novembre de 1977 s'automatitzaria, una mica després de l'automatització del far.
La influència de la mar és molt important per a la climatologia de l'illa. La inèrcia tèrmica redueix de manera important l'oscil·lació tèrmica al llarg de l'any en relació amb el continent i igualment quan es compara amb la part central de l'illa Fasta Åland, l'illa més gran de l'arxipèlag de les Åland. Märket té així mateix cinc rècords de temperatura màxima diürna entre les estacions meteorològiques de Finlàndia, tots compresos en el període entre el 29 de novembre i l'1 de gener. Per exemple es van registrar 10,2 °C el 15 de desembre de 2006 o 8,8 °C el 31 de desembre de 1975. La temperatura mitjana anual s'acosta als 6 °C, i és una de les més altes del país, amb un mes de gener molt menys exigent que al continent (Åland té una mitjana de –2,5 °C) i un estiu fresc (una mitjana de 15,9 °C al juliol). L'illa té sensiblement menys precipitació que el continent, amb una pluviometria anual que no sobrepassa els 550 mil·límetres de mitjana. i el mar que envolta l'illa es pot mantenir lliure de gel marí durant els hiverns suaus.

### Frontera
Märket és una illa especial ja que està dividida per una frontera terrestre internacional, malgrat la seva mida petita. De fet, la frontera entre Finlàndia i Suècia la travessa pel mig des de 1809. La costa oest de l'illa per tant es troba sota administració sueca, i està compartida per dos comptats: la part nord està lligada al poble de Gräsö, que pertany al municipi de Östhammar i aquest al comtat d'Upsala mentre que la sud està administrada pel poble de Singö, que pertany al municipi de Norrtälje i aquest al comtat d'Estocolm. La costa est de l'illa es troba sota administració pel municipi de Hammarland que pertany a la regió autònoma finlandesa de les illes Åland.
Aquesta frontera està assenyalada amb 10 marques, cadascuna a les zones d'inflexió de la frontera. I aquestes marques es desplacen quan cal a causa dels reajustaments que es fan de la frontera, cada 25 anys. La materialització per altres mitjans es considera impossible a causa de les condicions meteorològiques hostils a què l'illa es troba exposada freqüentment. L'única construcció a l'illa són les instal·lacions que allotgen un far erigit l'any 1885, constituint així el lloc i l'edifici més occidental de Finlàndia.

## Flora i fauna

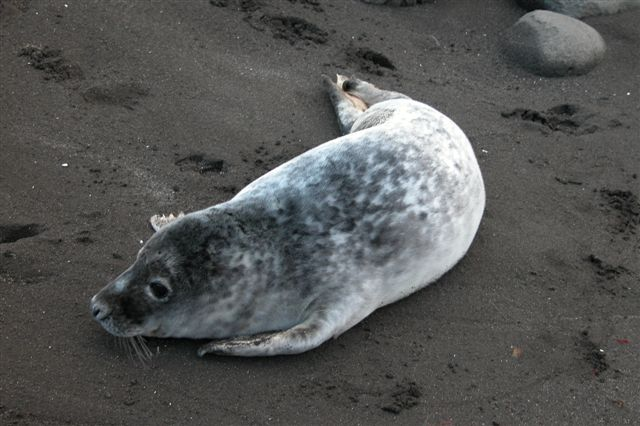
Un exemplar jove de foca grisa a les illes Fèroe.

La diversitat vegetal de Märket és molt pobra, ja que només algunes plantes Halofílies de tiges modestes són capaces de sobreviure a les onades que cobreixen normalment la totalitat de l'illa. En total el 1998 es van identificar 23 espècies vegetals. Les principals són les gramínies (especialment del gènere Agrostis i dues del Festuca: la Poa pratensis, els Phragmites i una mena de planta de canya), els crespinells, les ciperàcies, tres espècies de joncs, les Poligonàcies (rumex), les Cariofil·làcies (per exemple el Morró de canari), dues espècies d'Asteràcies (una matricària i la pota de cavall), una mena de Ranunculàcies (Ranunculus acris) així com salzes de mida petita.
És freqüent observar foques grises i foques ocel·lades, que constitueixen una atracció turística. Els ocells marins són també molt nombrosos i l'illa forma part de l'arxipèlag de Signilskär-Märket, una zona marítima protegida amb una superfície total de 22.566 hectàrees i classificada dins la xarxa del Conveni de Ramsar des del 28 de maig de 1974.

## Història
No es troba cap menció de l'illa fins al segle XVIII, però a partir de la dècada del 1800 l'illa va veure com hi encallaven un gran nombre de vaixells.
La frontera entre Suècia i l'Imperi Rus es va fixar l'1 de setembre de 1809, després de la signatura del Tractat de Fredrikshamn entre tots dos estats, posant fi a la guerra finlandesa que va fer que el Gran Ducat de Finlàndia passés de mans sueques a mans russes. Segons aquest tractat, les fronteres quedarien fixades sobre elements geogràfics (corrents d'aigua, mars, etc.) i la frontera marítima estaria marcada pel golf de Bòtnia sobre una línia equidistant entre les costes sueques i finlandeses. Després de la recollida de dades topogràfiques l'any 1811, es comprova que la línia equidistant travessa de banda a banda la petita illa de Märket pel que es decideix dividir aquesta entre els dos estats i esdevé el punt més occidental de l'Imperi rus.

### Construcció del far
L'aïllament de l'illa i la perillositat pels vaixells va fer de l'illa una candidata ideal per construir-hi un far. La primera visita de marcació va tenir lloc el 1877 i la planificació va començar sota les ordres de l'arquitecte Georg Schreck qui es farà famós per la construcció de l'edifici de l'ajuntamenta de Tampere. La major part de la construcció es va dur a terme a l'estiu de 1885 durant el qual els treballadors es van trobar amb condicions meteorològiques adverses, en particular amb una forta tempesta que va venir del nord durant el mes de maig. Al setembre de 1885 els treballs de construcció van acabar i el far es va inaugurar el 10 de novembre de 1885. El far consisteix d'un edifici de 5 plantes que inclou un soterrani, dues plantes de dormitoris, unes golfes i el far pròpiament dit. En total està previst per allotjar cinc faroners. La llum, situada a 16 metres d'alçada, té un abast de 8,5 milles nàutiques. Altres dos edificis es troben adjunts, un magatzem i una sala de màquines que es va edificar durant la dècada de 1950. Diferents equips es van succeir al llarg de 91 anys al far fins que els darrers faroners el van abandonar el 1976 i l'automatització del far es va dur a terme l'any següent.

### Rectificació de la frontera
Els nous mesuraments cartogràfics efectuats el 1981 van demostrar que el far, fins aleshores suposadament construït al costat finlandès de l'illa, es trobava en realitat al costat suec. Aleshores Suècia i Finlàndia es van posar d'acord per modificar el traçat de la frontera amb la intenció que el conjunt de construccions de l'illa (el far i els edificis annexos) estigués dins la zona finlandesa a través d'un intercanvi de territoris. Les fronteres marítimes no podien canviar-se sense comportar repercussions a les zones de pesca, per la qual cosa es va decidir que la mateixa superfície de terreny s'intercanviaria sobre la mateixa illa, per la qual cosa la frontera es va modificar l'1 d'agost de 1985. Des de llavors té la forma d'una S invertida amb una longitud de prop de 490 metres, quan anteriorment tenia només uns 100 metres.

## Perspectives de futur

### Restauració de les instal·lacions
Després de l'automatització del far a principis de 1977, l'ocupació permanent de l'illa es va aturar i les visites es tornaren més esporàdiques. El quadern de bitàcola del faroner conserva històries dels pescadors, dels guàrdies fronterers, del guardià, dels radioaficionats i d'algunes personalitats que han visitat l'illa. De fet, els radioaficionats tenen un interès particular per l'illa de Märket, aquest territori aïllat que per a ells és com un país separat és conegut sota el nom de Market Reef, de codi OJØJ. Mentrestant, els edificis (el complex d'habitacions i el magatzem) han estat durant molt de temps abandonats i això ha fet que s'hagin degradat des de la marxa dels últims faroners.
Per commemorar els 30 anys de la marxa dels faroners, l'autoritat postal de les illes Åland ha imprès per als amants de la filatèlia dues sèries limitades de segells commemoratius amb una tirada de 5.000 i 10.000 exemplars. En cooperació amb l'associació finlandesa de fars, va organitzar a més un projecte que pretén segellar els segells a l'illa i els beneficis d'aquesta operació es dedicaran a la restauració dels edificis.

### Inici del turisme

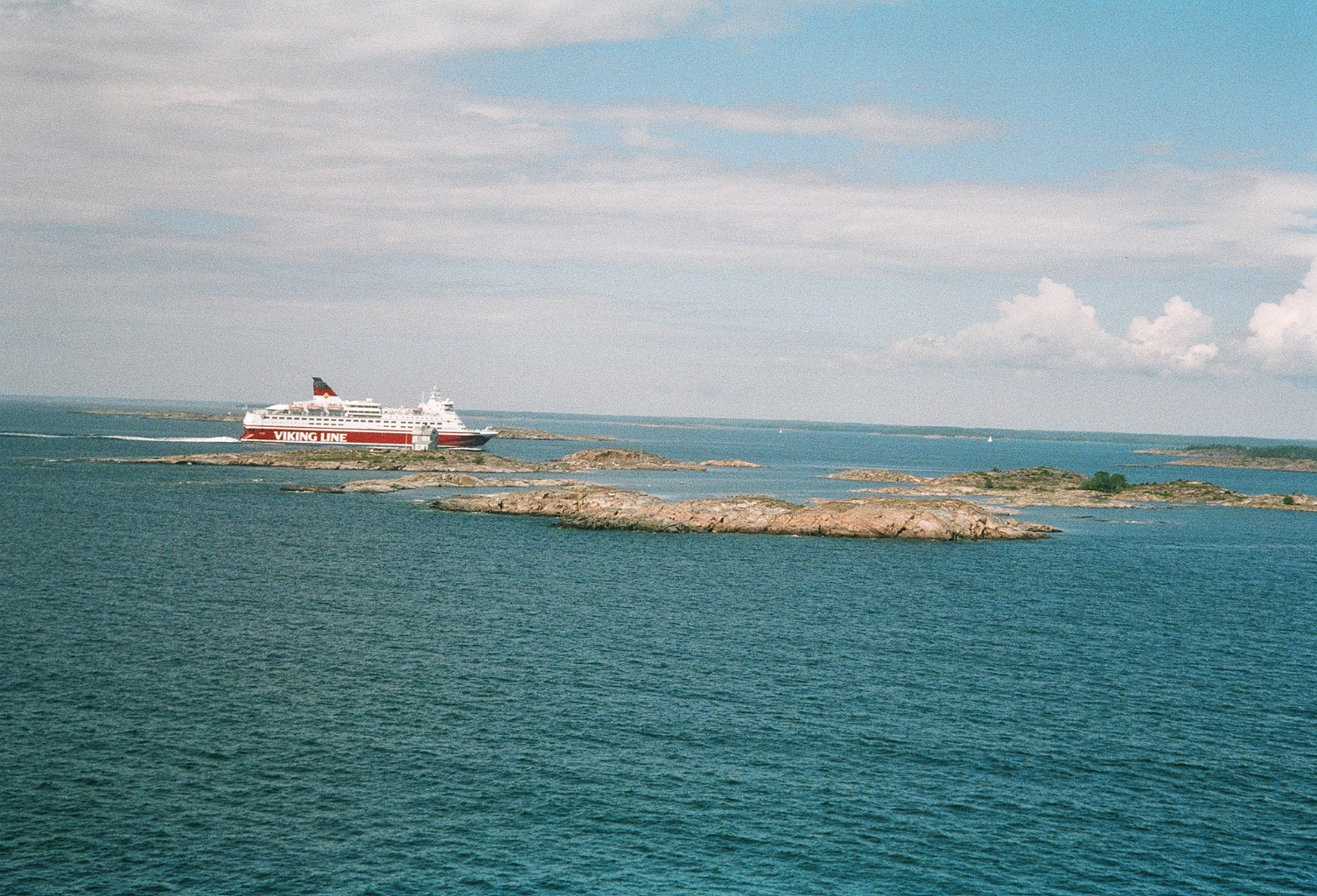
Imatge d'un ferri apropant-se al port principal de lles illes Åland. El creixement del turisme al territori autònom ofereix oportunitats de desenvolupament turístic a Märket.

L´associació finlandesa de fars (Suomen Majakkaseura), una organització lligada a l'administració marítima finlandesa amb més de 250 membres, s´ha fixat com a objectiu des de la seva creació restaurar els fars de Finlàndia que es troben abandonats i revaloritzar el patrimoni, sobretot a través de l'explotació turística .
El 15 de maig del 2007, un petit grup de voluntaris de l'associació va desembarcar a l'illa, després de llogar les instal·lacions a l'administració marítima finlandesa per a l'estiu, amb l'objectiu de restaurar a fons el far i desenvolupar el turisme a l'illa.26 L'associació ha seguit l'exemple del far de l'illot de Bengtskär, situat a prop de Hanko, que estava abandonat el 1985 i que acull actualment més de 10.000 turistes anuals, dels quals almenys 1.000 passen una nit a l'illot. Els voluntaris feien relleus setmanals a Märket durant l'estiu de 2007. Durant aquest període, van publicar un diari en anglès i van estudiar detalladament l'illa i el seu entorn.
Per primer cop, les visites turístiques s'han organitzat des d'Eckerö gràcies a vaixells que transporten grups de quatre a dotze turistes, una o dues vegades per setmana. El trajecte d'anada dura uns 45 minuts, però en gran manera depèn de les condicions meteorològiques perquè, a causa de la manca d'un veritable port, l'aproximació a Märket no és possible en condicions de forta maror. Aquestes visites es podrien tornar a fer a l'estiu de 2008.